# 石橋 (能)
『石橋』（しゃっきょう）は能の作品の一つ。獅子口（獅子の顔をした能面）をつけた後ジテの豪壮な舞が見物、囃子方の緊迫感と迫力を兼ね備えた秘曲が聞き物である。なお後段の獅子の舞については古くは唐楽に由来し、世阿弥の時代には、猿楽や田楽に取り入れられていた。

## 概要
仏跡を訪ね歩いた寂昭法師（ワキ）は、中国の清涼山の麓へと辿り着いた。まさに仙境である。更に、ここから山の中へは細く長い石橋がかかっており、その先は文殊菩薩の浄土であるという。法師は意を決し橋を渡ろうとするが、そこに現われた樵（前シテ）は、尋常な修行では渡る事は無理だから止めておくように諭し、暫く橋のたもとで待つがよいと言い残して消える。ここまでが前段である。
中入に後見によって、舞台正面に一畳台と牡丹が据えられ、後段がはじまる。「乱序」という緊迫感溢れる特殊な囃子を打ち破るように獅子（後シテ）が躍り出、法師の目の前で舞台狭しと勇壮な舞を披露するのだ。これこそ文殊菩薩の霊験である。
小書（特殊演出）によっては、獅子が二体になることもある。この場合、頭の白い獅子と赤い獅子が現われ、前者は荘重に、後者は活発に動くのがならいである。前段を省略した半能として演じられることが多い。まことに目出度い、代表的な切能である。

## 全文 観世流の場合
名乗　ワキ「これハ大江の定基と云はれし、寂昭法師にて候。我入唐渡天し。はじめて彼方此方を、拝み廻り。只今清涼山に、参りて候。これに見えたるが石橋にて、ありげに候。暫く人を待ち、委しく尋ね。この橋を渡らばやと、存じ候
【一声】一セイ　シテ「松風の。花を薪に吹き添へて。雪をも運ぶ。山路かな
サシ「山路に日暮れぬしょうか（漢字）牧笛の聲。人間萬事様々の。世を渡り行く身の有様。物毎に遮る眼の前。光乃蔭をや送るらん
下歌「餘りに山を遠く来て雲また跡を立ち隔て
上歌「入りつる方も白波の。入りつる方も白波の。谷の川音雨とのみ聞えて松の風もなし。げにやあやま（漢字）って半日の客たりしも。今身の上に知られたり今身の上に知られたり
ワキ「いかにこれなる山人に尋ぬべき、事の候
シテ「何事を、御尋ね候ぞ
ワキ「これなるハ承り及びたる、石橋にて候か
シテ「さん候これこそ、石橋にて候へ。向ひハ文殊の浄土、清涼山よくよく、御拝み候へ
ワキ「さてハ、石橋にて候ひけるぞや。さあらば身命を、佛力に委せて。この橋を渡らばやと、思い候
シテ「暫く候。そのかみ名を得給ひし、高僧達も。難行苦行、捨身の行にて。此処にて月日を、送りてこそ。橋をば、渡り給ひしに。
カカル シテ「獅子ハ小虫を食はんとても。まづ勢ひをなすとこそ聞け。我が法力のあればとて。行くこと難き石乃橋を。たやすく思い渡らんとや。あら危うしの御事や
ワキ「謂はれを聞けばありがたや。ただ世の常乃行人ハ。左右なう渡らぬ橋よなう
シテ「御覧候へ、この瀧波乃。雲より落ちて、数千丈。瀧壺までハ、霧深うして。身の毛もよだつ、谷深み
カカル ワキ「巌峨々たる岩石に
シテ「僅かに懸る石の橋　
ワキ「苔ハ滑りて足もたまらず
シテ「わたれば目も眩れ
ワキ「心もはや
上歌　地「上の空なる石の橋。上の空なる石の橋。まづ御覧ぜよ橋もとに。歩み臨めばこの橋の。面は尺にも足らずして。下は泥梨も白波の。虚空を渡る如くなり。危しや目も眩れ心も。消え消えとなりにけり。おぼろけの行人ハ。思いも寄らぬ御事
ワキ「尚々橋の謂はれ、御物語候へ
【打掛】クリ　地「それ天地開闢乃このかた。雨露を降して國土を渡る。これ即ち天の浮橋ともに云へり
サシ　シテ「その外國土世界に於いて。橋の名所さまざまにして
地「水波の難を遁れ。萬民富める世を渡るも。即ち橋の徳とかや
クセ　地「然るにこの。石橋と申すハ人間の。渡せる橋にあらず。自れと出現して。続ける石の橋なれば石橋と名を名付けたり。その面僅かに。尺よりハ狭うして。苔はなはだ滑かなり。その長さ三丈餘。谷のそくばく深き事。千丈餘に及べり。上にハ瀧の糸。雲より懸りて。下ハ泥梨も白波の。音ハ嵐に響き合いて。山河震動し。雨土塊を動かせり。橋の気色を見渡せば。雲に聳ゆるよそほひの。たとへば（漢字）夕日の雨乃後に虹をなせる姿また弓を引ける形なり
シテ「遥かに望んで谷を見れば
地「足すさましく肝消え。進んで渡る人もなし。神變佛力にあらずハ誰かこの橋を渡るべき。向ひハ文殊の浄土にて常に笙歌の花降りて。笙笛琴箜篌夕日の雲に聞え来目前の奇特あらたなり。暫く待たせ給えや。影向の時節も今幾程によも過ぎし
　　　　　　　　　　　　　　　　　　　　　　　　　　　　　　　【中入】
【乱序】後シテ　　獅子
地「獅子團乱旋の舞楽の砌。獅子團乱旋の舞楽の砌。牡丹の英匂い充ち満ち。大筋力乃獅子頭。打てや囃せや牡丹房。牡丹房。黄金の蘂現れて。花に戯れ枝に伏し轉び。げにも上なき獅子王の勢ひ。靡かぬ草木もなき時なれや。萬歳千秋と舞ひ納め。萬歳千秋と舞ひ納めて。獅子の座にこそ。直りけれ

表現の揺れや不自然な漢字等があるが、謡本通りに記した

## 石橋物
石橋は歌舞伎にも取入れられ、石橋物と呼ばれる作品群を形成するに至っている。演目としては、『石橋』（初期の作品でごく短いもの）、『相生獅子』（遊女がのちに獅子の舞を見せる華やかなもの）、『連獅子』（獅子の組合わせを親子に設定し物語性を持たせたもの）など多数。いずれも牡丹の前で獅子の舞を見せるが、連獅子では間狂言を挟むなど大作となっている。